# Omgång 3 i kvalspelet till världsmästerskapet i fotboll 2018 (CONCACAF)
Omgång 3 i kvalspelet till världsmästerskapet i fotboll 2018 (CONCACAF) spelades mellan den 4 september och 8 september 2015.

## Resultat
| CONCACAF – kvalomgång 3        | CONCACAF – kvalomgång 3 | CONCACAF – kvalomgång 3 | CONCACAF – kvalomgång 3 | CONCACAF – kvalomgång 3 |
| ------------------------------ | ----------------------- | ----------------------- | ----------------------- | ----------------------- |
| Lag 1                          | Totalt                  | Lag 2                   | Möte 1                  | Möte 2                  |
| Curaçao                        | 0–2                     | El Salvador             | 0–1                     | 0–1                     |
| Kanada                         | 4–1                     | Belize                  | 3–0                     | 1–1                     |
| Grenada                        | 1–6                     | Haiti                   | 1–3                     | 0–3                     |
| Jamaica                        | 4–3                     | Nicaragua               | 2–3                     | 2–0                     |
| Saint Vincent och Grenadinerna | 3–2                     | Aruba                   | 2–0                     | 1–2                     |
| Antigua och Barbuda            | 1–2                     | Guatemala               | 1–0                     | 0–2                     |

### Curaçao mot El Salvador
|             | 4 september 2015 | Curaçao | 0 – 1           | El Salvador | Ergilio Hato Stadium                                       |                                                            |
| 19:05 UTC−4 | 19:05 UTC−4      |         | (0 – 1) Rapport | Larín 12′   | Willemstad Publik: 6 000 Domare: Valdin Legister (Jamaica) | Willemstad Publik: 6 000 Domare: Valdin Legister (Jamaica) |
| 19:05 UTC−4 | 19:05 UTC−4      |         |                 |             | Willemstad Publik: 6 000 Domare: Valdin Legister (Jamaica) | Willemstad Publik: 6 000 Domare: Valdin Legister (Jamaica) |
| 19:05 UTC−4 | 19:05 UTC−4      |         |                 |             | Willemstad Publik: 6 000 Domare: Valdin Legister (Jamaica) | Willemstad Publik: 6 000 Domare: Valdin Legister (Jamaica) |

|             | 8 september 2015 | El Salvador | 1 – 0           | Curaçao | Estadio Cuscatlán                                                |                                                                  |
| 19:35 UTC−6 | 19:35 UTC−6      | Cahill 8′   | (1 – 0) Rapport |         | San Salvador Publik: 27 884 Domare: Ricardo Montero (Costa Rica) | San Salvador Publik: 27 884 Domare: Ricardo Montero (Costa Rica) |
| 19:35 UTC−6 | 19:35 UTC−6      |             |                 |         | San Salvador Publik: 27 884 Domare: Ricardo Montero (Costa Rica) | San Salvador Publik: 27 884 Domare: Ricardo Montero (Costa Rica) |
| 19:35 UTC−6 | 19:35 UTC−6      |             |                 |         | San Salvador Publik: 27 884 Domare: Ricardo Montero (Costa Rica) | San Salvador Publik: 27 884 Domare: Ricardo Montero (Costa Rica) |

El Salvador avancerade till fjärde omgången med det ackumulerade slutresultatet 2–0.

### Kanada mot Belize
|             | 4 september 2015 | Kanada                             | 3 – 0           | Belize | BMO Field                                          |                                                    |
| 19:37 UTC−4 | 19:37 UTC−4      | Ricketts 25′, 65′ Hutchinson 90+1′ | (1 – 0) Rapport |        | Toronto Publik: 10 400 Domare: Jhon Pitti (Panama) | Toronto Publik: 10 400 Domare: Jhon Pitti (Panama) |
| 19:37 UTC−4 | 19:37 UTC−4      |                                    |                 |        | Toronto Publik: 10 400 Domare: Jhon Pitti (Panama) | Toronto Publik: 10 400 Domare: Jhon Pitti (Panama) |
| 19:37 UTC−4 | 19:37 UTC−4      |                                    |                 |        | Toronto Publik: 10 400 Domare: Jhon Pitti (Panama) | Toronto Publik: 10 400 Domare: Jhon Pitti (Panama) |

|             | 8 september 2015 | Belize       | 1 – 1           | Kanada      | FFB Stadium                                                |                                                            |
| 19:00 UTC−6 | 19:00 UTC−6      | McCaulay 26′ | (1 – 1) Rapport | Johnson 45′ | Belmopan Publik: 2 500 Domare: Javier Santos (Puerto Rico) | Belmopan Publik: 2 500 Domare: Javier Santos (Puerto Rico) |
| 19:00 UTC−6 | 19:00 UTC−6      |              |                 |             | Belmopan Publik: 2 500 Domare: Javier Santos (Puerto Rico) | Belmopan Publik: 2 500 Domare: Javier Santos (Puerto Rico) |
| 19:00 UTC−6 | 19:00 UTC−6      |              |                 |             | Belmopan Publik: 2 500 Domare: Javier Santos (Puerto Rico) | Belmopan Publik: 2 500 Domare: Javier Santos (Puerto Rico) |

Kanada avancerade till fjärde omgången med det ackumulerade slutresultatet 4–1.

### Grenada mot Haiti
|             | 4 september 2015 | Grenada            | 1 – 3           | Haiti                            | National Cricket Stadium   |                            |
| 16:21 UTC−4 | 16:21 UTC−4      | Straker 33′ (str.) | (1 – 2) Rapport | Maurice 27′ Jérôme 39′ Nazon 55′ | St. George's Publik: 5 100 | St. George's Publik: 5 100 |
| 16:21 UTC−4 | 16:21 UTC−4      |                    |                 |                                  | St. George's Publik: 5 100 | St. George's Publik: 5 100 |
| 16:21 UTC−4 | 16:21 UTC−4      |                    |                 |                                  | St. George's Publik: 5 100 | St. George's Publik: 5 100 |

|             | 8 september 2015 | Haiti                              | 3 – 0           | Grenada | Stade Sylvio Cator                                          |                                                             |
| 19:00 UTC−4 | 19:00 UTC−4      | Guerrier 26′ Nazon 37′ Belfort 49′ | (2 – 0) Rapport |         | Port-au-Prince Publik: 13 764 Domare: David Gantar (Kanada) | Port-au-Prince Publik: 13 764 Domare: David Gantar (Kanada) |
| 19:00 UTC−4 | 19:00 UTC−4      |                                    |                 |         | Port-au-Prince Publik: 13 764 Domare: David Gantar (Kanada) | Port-au-Prince Publik: 13 764 Domare: David Gantar (Kanada) |
| 19:00 UTC−4 | 19:00 UTC−4      |                                    |                 |         | Port-au-Prince Publik: 13 764 Domare: David Gantar (Kanada) | Port-au-Prince Publik: 13 764 Domare: David Gantar (Kanada) |

Haiti avancerade till fjärde omgången med det ackumulerade slutresultatet 6–1.

### Jamaica mot Nicaragua
|             | 4 september 2015 | Jamaica                   | 2 – 3           | Nicaragua                                | Independence Park                                          |                                                            |
| 20:00 UTC−5 | 20:00 UTC−5      | Mattocks 69′ Mariappa 78′ | (0 – 2) Rapport | Rosas 4′ (str.) Chavarria 7′ Galeano 47′ | Kingston Publik: 18 300 Domare: Marlon Mejía (El Salvador) | Kingston Publik: 18 300 Domare: Marlon Mejía (El Salvador) |
| 20:00 UTC−5 | 20:00 UTC−5      |                           |                 |                                          | Kingston Publik: 18 300 Domare: Marlon Mejía (El Salvador) | Kingston Publik: 18 300 Domare: Marlon Mejía (El Salvador) |
| 20:00 UTC−5 | 20:00 UTC−5      |                           |                 |                                          | Kingston Publik: 18 300 Domare: Marlon Mejía (El Salvador) | Kingston Publik: 18 300 Domare: Marlon Mejía (El Salvador) |

|             | 8 september 2015 | Nicaragua | 0 – 2           | Jamaica                  | Nicaragua National Football Stadium                    |                                                        |
| 19:30 UTC−6 | 19:30 UTC−6      |           | (0 – 1) Rapport | Mattocks 12′ Dawkins 88′ | Managua Publik: 18 000 Domare: Oscar Reyna (Guatemala) | Managua Publik: 18 000 Domare: Oscar Reyna (Guatemala) |
| 19:30 UTC−6 | 19:30 UTC−6      |           |                 |                          | Managua Publik: 18 000 Domare: Oscar Reyna (Guatemala) | Managua Publik: 18 000 Domare: Oscar Reyna (Guatemala) |
| 19:30 UTC−6 | 19:30 UTC−6      |           |                 |                          | Managua Publik: 18 000 Domare: Oscar Reyna (Guatemala) | Managua Publik: 18 000 Domare: Oscar Reyna (Guatemala) |

Jamaica avancerade till fjärde omgången med det ackumulerade slutresultatet 4–3.

### Saint Vincent och Grenadinerna mot Aruba
|             | 4 september 2015 | Saint Vincent och Grenadinerna | 2 – 0           | Aruba | Arnos Vale Stadium                                                   |                                                                      |
| 15:30 UTC−4 | 15:30 UTC−4      | Slater 50′ Anderson 89′ (str.) | (0 – 0) Rapport |       | Kingstown Publik: 4 100 Domare: Rodphin Harris (Trinidad och Tobago) | Kingstown Publik: 4 100 Domare: Rodphin Harris (Trinidad och Tobago) |
| 15:30 UTC−4 | 15:30 UTC−4      |                                |                 |       | Kingstown Publik: 4 100 Domare: Rodphin Harris (Trinidad och Tobago) | Kingstown Publik: 4 100 Domare: Rodphin Harris (Trinidad och Tobago) |
| 15:30 UTC−4 | 15:30 UTC−4      |                                |                 |       | Kingstown Publik: 4 100 Domare: Rodphin Harris (Trinidad och Tobago) | Kingstown Publik: 4 100 Domare: Rodphin Harris (Trinidad och Tobago) |

|             | 8 september 2015 | Aruba         | 2 – 1           | Saint Vincent och Grenadinerna | Trinidad Stadium                                              |                                                               |
| 20:00 UTC−4 | 20:00 UTC−4      | Danso 4′, 50′ | (1 – 0) Rapport | Slater 84′                     | Oranjestad Publik: 950 Domare: José Alfredo Peñaloza (Mexiko) | Oranjestad Publik: 950 Domare: José Alfredo Peñaloza (Mexiko) |
| 20:00 UTC−4 | 20:00 UTC−4      |               |                 |                                | Oranjestad Publik: 950 Domare: José Alfredo Peñaloza (Mexiko) | Oranjestad Publik: 950 Domare: José Alfredo Peñaloza (Mexiko) |
| 20:00 UTC−4 | 20:00 UTC−4      |               |                 |                                | Oranjestad Publik: 950 Domare: José Alfredo Peñaloza (Mexiko) | Oranjestad Publik: 950 Domare: José Alfredo Peñaloza (Mexiko) |

Saint Vincent och Grenadinerna avancerade till fjärde omgången med det ackumulerade slutresultatet 3–2.

### Antigua och Barbuda mot Guatemala
|             | 4 september 2015 | Antigua och Barbuda | 1 – 0           | Guatemala | Sir Vivian Richards Stadium                                |                                                            |
| 20:05 UTC−4 | 20:05 UTC−4      | Weston 74′ (str.)   | (0 – 0) Rapport |           | North Sound Publik: 7 005 Domare: Armando Villarreal (USA) | North Sound Publik: 7 005 Domare: Armando Villarreal (USA) |
| 20:05 UTC−4 | 20:05 UTC−4      |                     |                 |           | North Sound Publik: 7 005 Domare: Armando Villarreal (USA) | North Sound Publik: 7 005 Domare: Armando Villarreal (USA) |
| 20:05 UTC−4 | 20:05 UTC−4      |                     |                 |           | North Sound Publik: 7 005 Domare: Armando Villarreal (USA) | North Sound Publik: 7 005 Domare: Armando Villarreal (USA) |

|             | 8 september 2015 | Guatemala          | 2 – 0           | Antigua och Barbuda | Estadio Mateo Flores                                                |                                                                     |
| 20:06 UTC−6 | 20:06 UTC−6      | Ruiz 63′ Lopez 75′ | (0 – 0) Rapport |                     | Guatemala City Publik: 5 206 Domare: Roberto García Orozco (Mexiko) | Guatemala City Publik: 5 206 Domare: Roberto García Orozco (Mexiko) |
| 20:06 UTC−6 | 20:06 UTC−6      |                    |                 |                     | Guatemala City Publik: 5 206 Domare: Roberto García Orozco (Mexiko) | Guatemala City Publik: 5 206 Domare: Roberto García Orozco (Mexiko) |
| 20:06 UTC−6 | 20:06 UTC−6      |                    |                 |                     | Guatemala City Publik: 5 206 Domare: Roberto García Orozco (Mexiko) | Guatemala City Publik: 5 206 Domare: Roberto García Orozco (Mexiko) |

Guatemala avancerade till fjärde omgången med det ackumulerade slutresultatet 2–1.